# Auufer
Auufer è un comune tedesco del circondario di Steinburg, nella regione dello Schleswig-Holstein. Ha circa 130 abitanti.